# Parafia Miłosierdzia Bożego w Batowie
Parafia pw. Miłosierdzia Bożego w Batowie – parafia rzymskokatolicka należąca do dekanatu Lipiany, archidiecezji szczecińsko-kamieńskiej, metropolii szczecińsko-kamieńskiej. W parafii posługują księża diecezjalni. Według stanu na wrzesień 2018 proboszczem parafii był ks. Mirosław Staroszczyk.
W 2023 r. proboszczem parafii jest ks. Mariusz Koluczek. 

## Miejsca święte

### Kościół parafialny
Kościół pw. Miłosierdzia Bożego w Batowie

### Kościoły filialne i kaplice
- Kaplica pw. św. Kazimierza w Bylicach[1]
- Kaplica pw. Matki Bożej Częstochowskiej w Krasnem[1]